# Filznadel

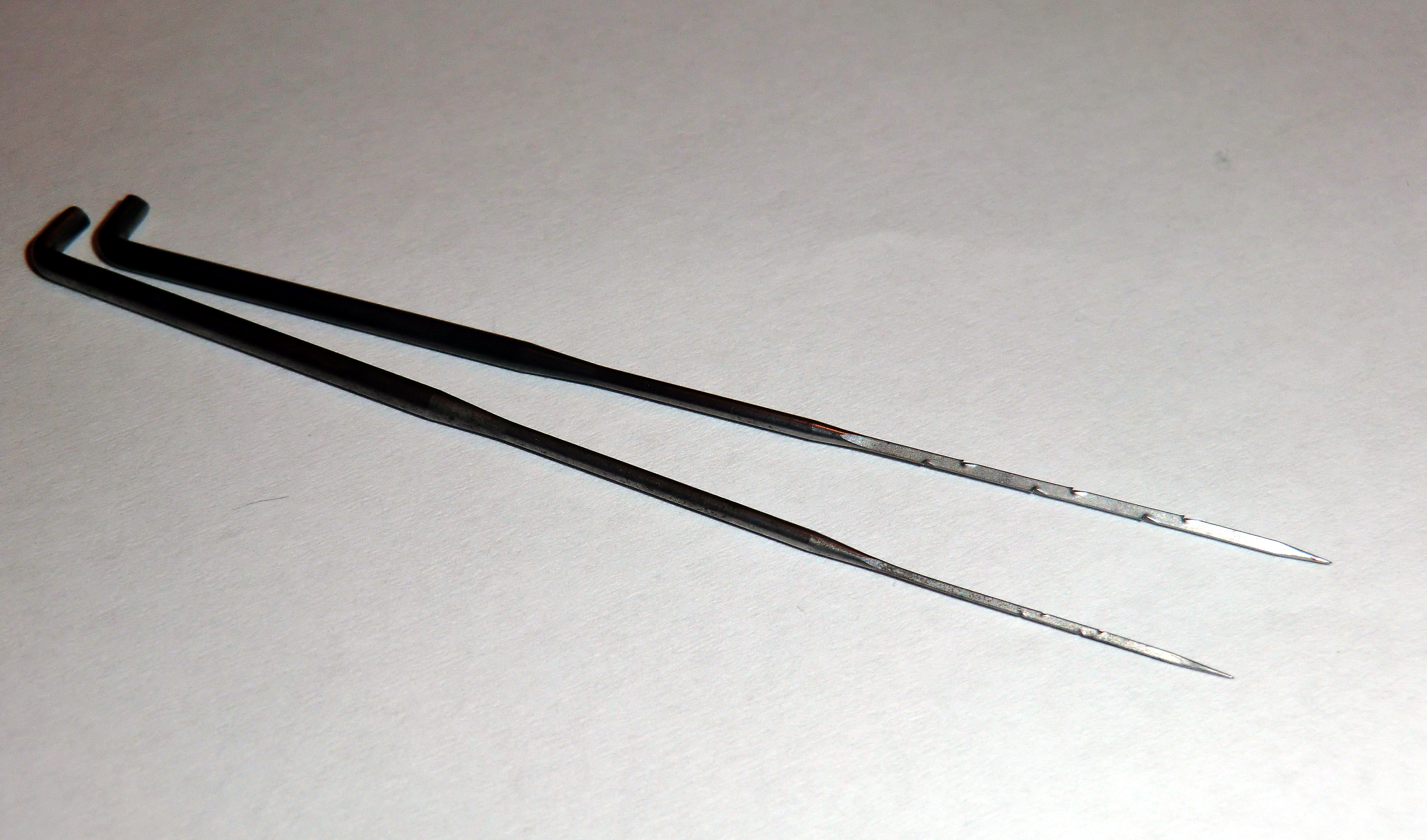
Filznadeln in zwei verschiedenen Stärken

Eine Filznadel ist eine dünne Nadel, deren Oberfläche über eine feine Widerhakenstruktur verfügt. Durch wiederholtes Einstechen in den Werkstoff wie z. B. Wolle werden feine Fadenstrukturen miteinander verhakt.

## Anwendungen
Filznadeln werden normalerweise in größeren Maschinen zur industriellen Herstellung von Nadelvliesstoff oder Filz, beispielsweise aus Wolle, genutzt. Es gibt jedoch auch handwerkliche Filznadeln (und Filznadelhalter), mit denen das Filzen in Handarbeit ausgeführt werden kann.
Eingesetzt wird die Filznadel hauptsächlich zur Reparatur von Filzstoffen, zum Verfilzen kleinerer Wollbestände oder auch zur Pflege und Erstellung von Dreadlocks.